# Píer

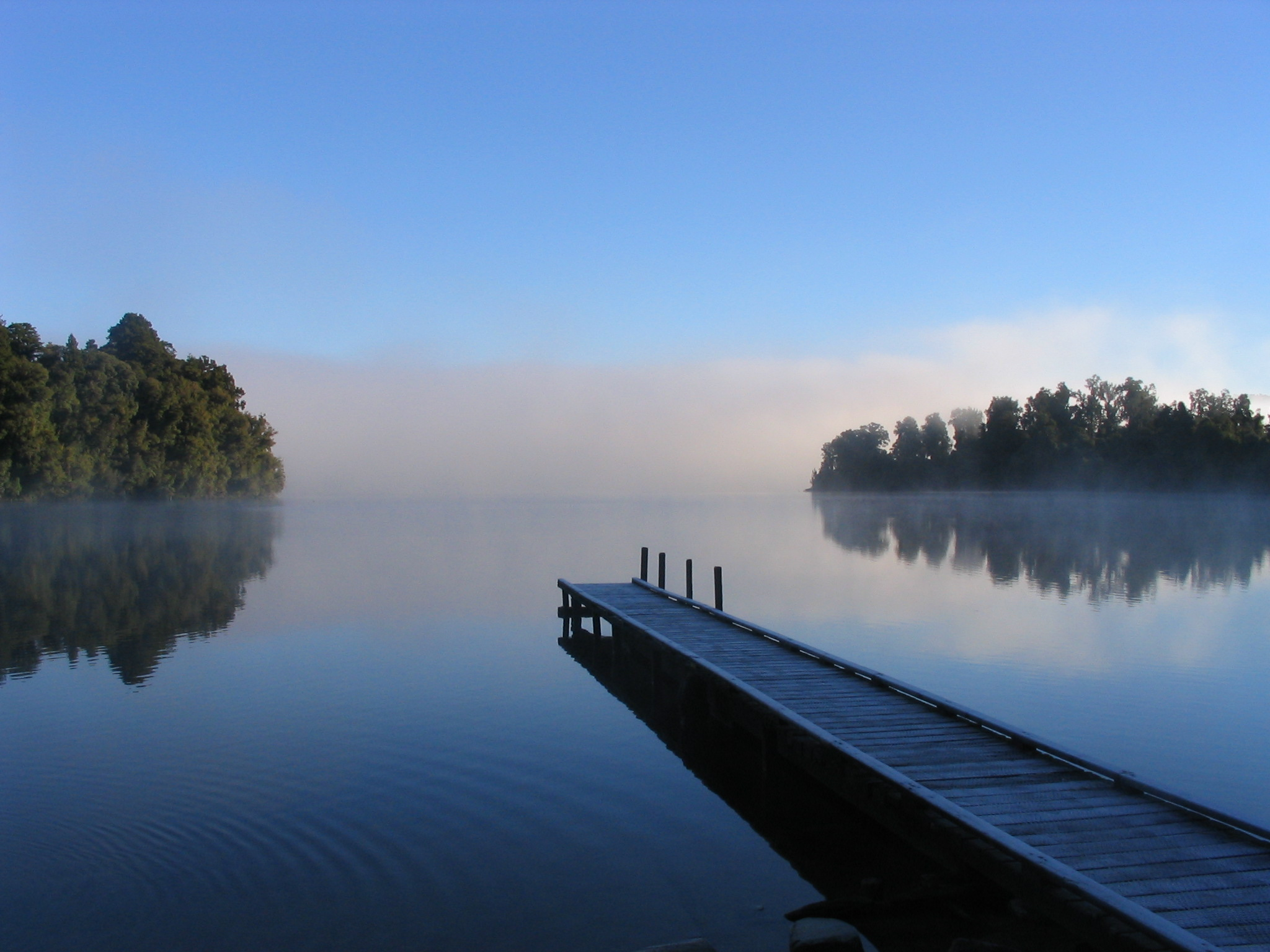
Um molhe ou embarcadouro simples no Lago Mapourika na Nova Zelândia.

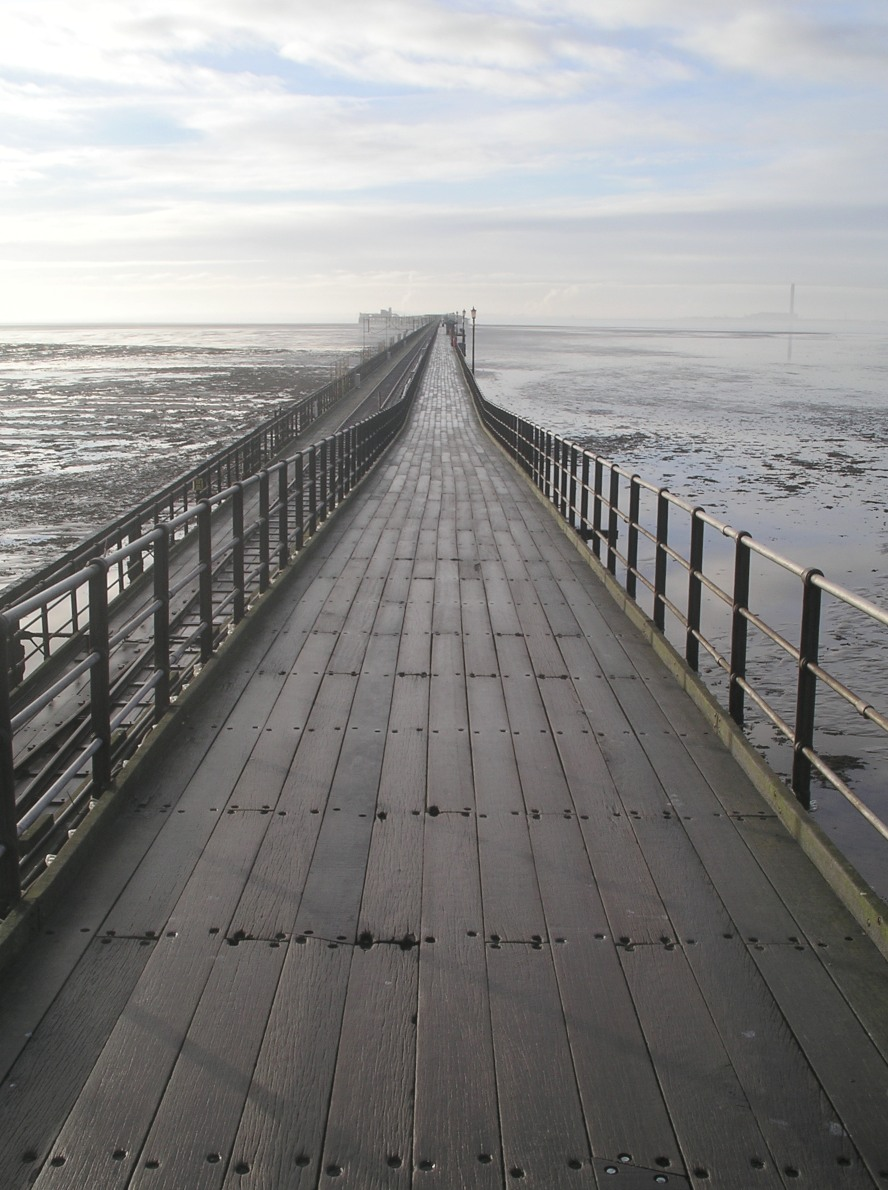
O Southend Pier na Inglaterra é o mais longo embarcadouro para lazer no mundo, com 2.158 m.

Píer (português brasileiro) ou ponte-cais ou pontão (português europeu)  (plural: píeres )  é uma passarela sobre a água, suportada por largas estacas ou pilares. A estrutura mais leve de um molhe permite que marés e correntes fluam quase desimpedidas, enquanto as mais sólidas fundações de um cais ou as pouco-espaçadas estacas de um desembarcadouro podem atuar como um quebra-mar, e são, consequentemente, mais suscetíveis ao silte.

## Variantes
Os molhes ou embarcadores podem variar em tamanho e complexidade, uma simples e leve estrutura de madeira a grandes estruturas prolongadas por mais de um quilômetro no mar. 
Molhes ou embarcadouros, que os ingleses chamam de "pier",  têm sido construídos para vários diferentes fins, e, porque estes diferentes propósitos têm distintas variações regionais, o termo píer tende a ter diferentes nuances de significado em diferentes partes do mundo. Assim, na América e na Austrália, onde muitos portos eram, até recentemente, construídos no modelo de múltiplos píeres, o termo tende a implicar uma corrente ou instalação para a movimentação de cargas. Na Europa, porém, onde os portos têm tendência para usar bacias hidrográficas e cais de margens de rio, em vez molhes, o termo é associado principalmente com a imagem de um píer de ferro fundido vitoriano de recreio. Entretanto, os píeres mais antigos, como o Ryder e o Brington Chain predatam a Era Vitoriana.

## Tipos de píer

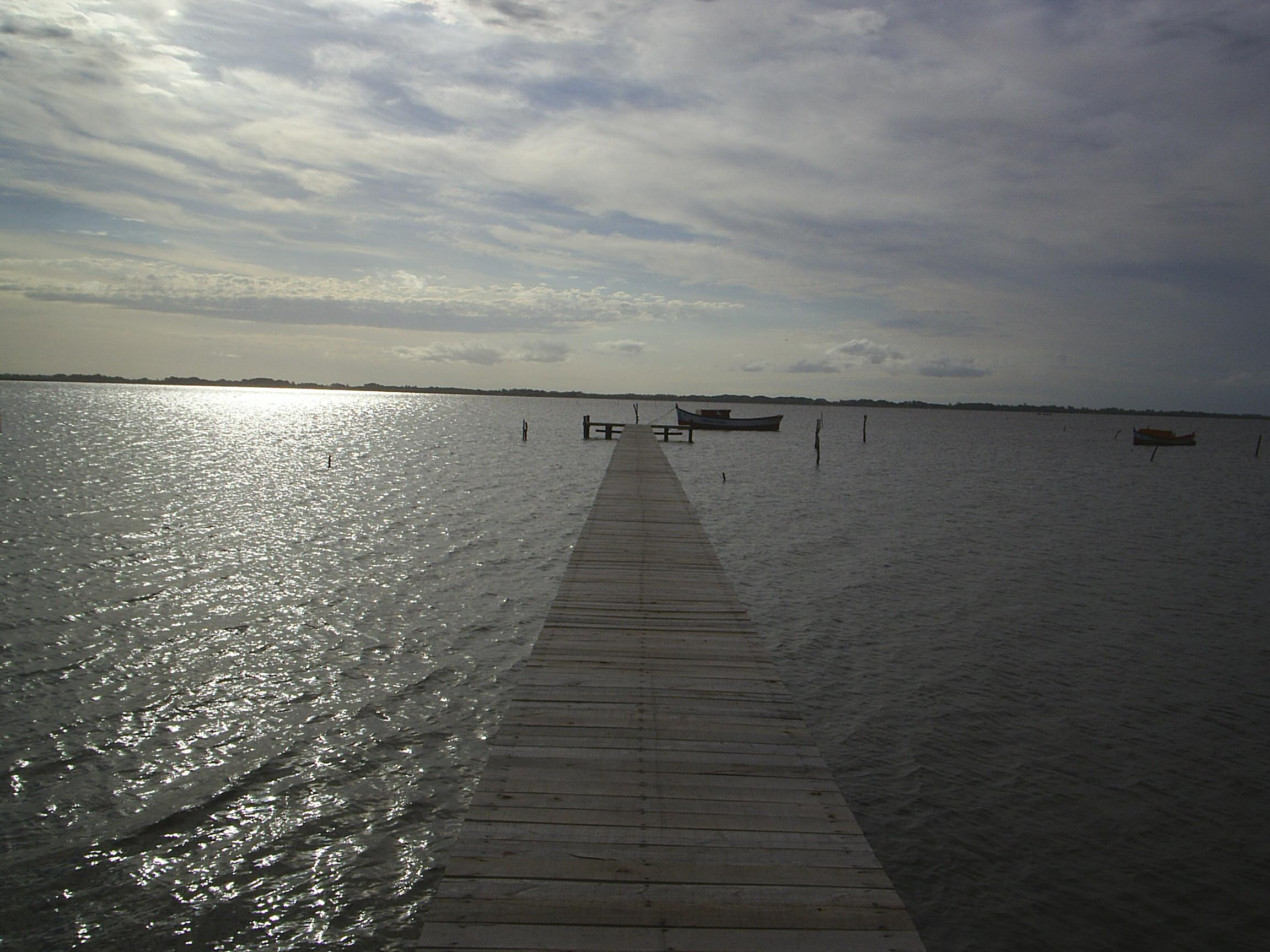
Píer na Ilha dos Marinheiros - A maior ilha da Lagoa dos Patos, Rio Grande do Sul.

Píeres podem ser categorizados em diferentes agrupamentos, dependendo do propósito principal. Deve-se levar em conta de que há, no entanto, uma quantidade significativa de combinações e sobreposições. Por exemplos, píeres de recreio frequentemente também permitiram a atracação de navios a vapor de lazer e outras embarcações semelhantes, embora os píeres de trabalho têm sido muitas vezes convertidos para uso de lazer, depois de terem sido tornados obsoletos pelos desenvolvimentos avançados em tecnologia de movimentação de carga.

## Outras construções
Os  pontões não devem ser confundidos nem com os molhes que assentam  no fundo, nem com o quebra-mar, que é paralelo à costa, ainda que ambos sirvam para a proteger.

## Píeres ao redor do mundo

### Inglaterra
O primeiro registro de um píer na Inglaterra foi o Píer Ryde, aberto em 1814 na Ilha de Wight, servia de atracadouro para balsas que chegavam na ilha e é utilizado até hoje.

### Holanda
Scheveningen, na cidade costeira de Haia, possui o maior pier da Holanda, construído em 1961 em substituição a um pier anterior de 1901 que foi destruído durante a Segunda Guerra. Um guindaste construído no topo da torre panorâmica do píer permite saltos de bungee jump.

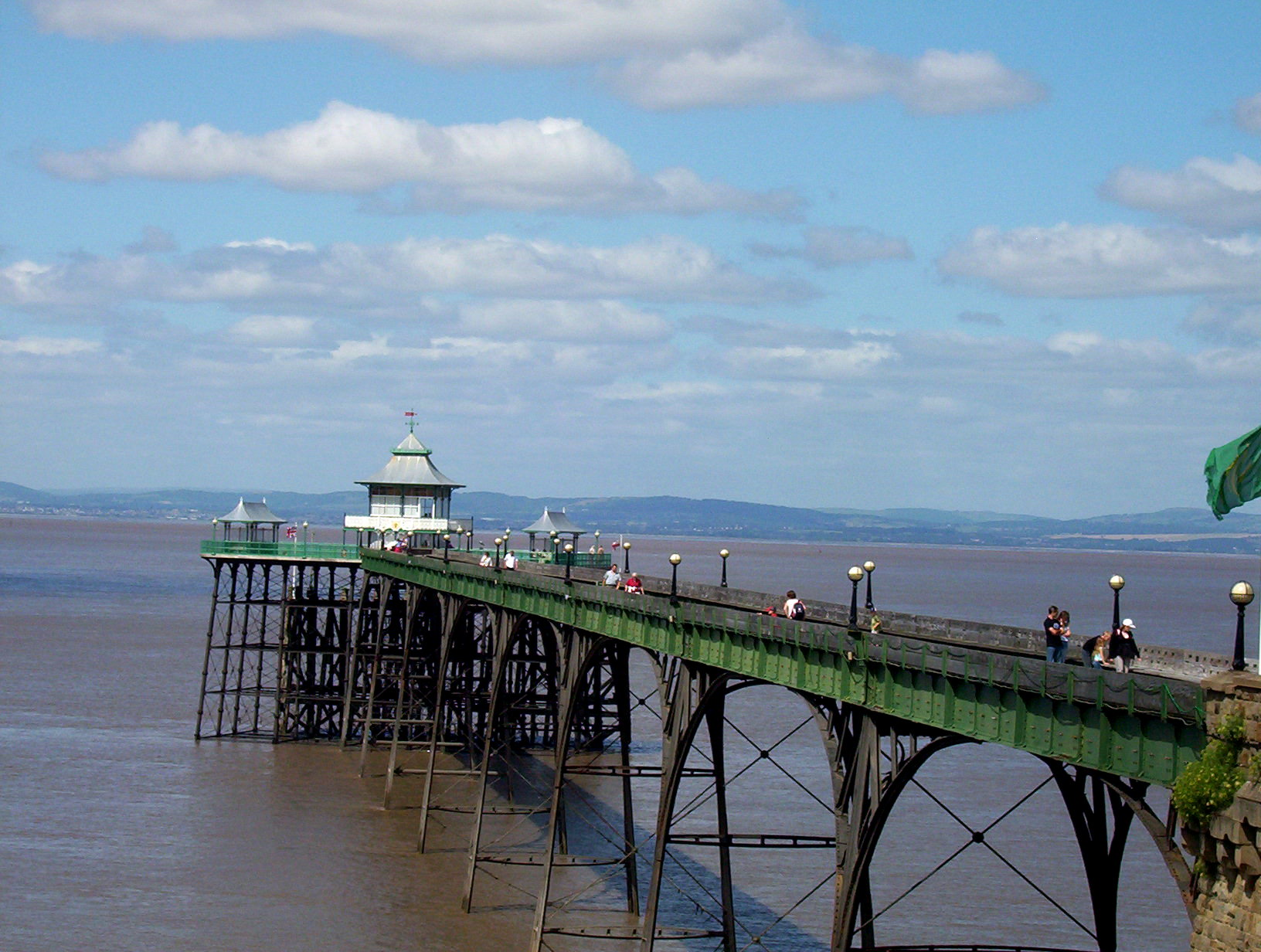
Pier Victoriann em Clevedon, Somerset, Inglaterra
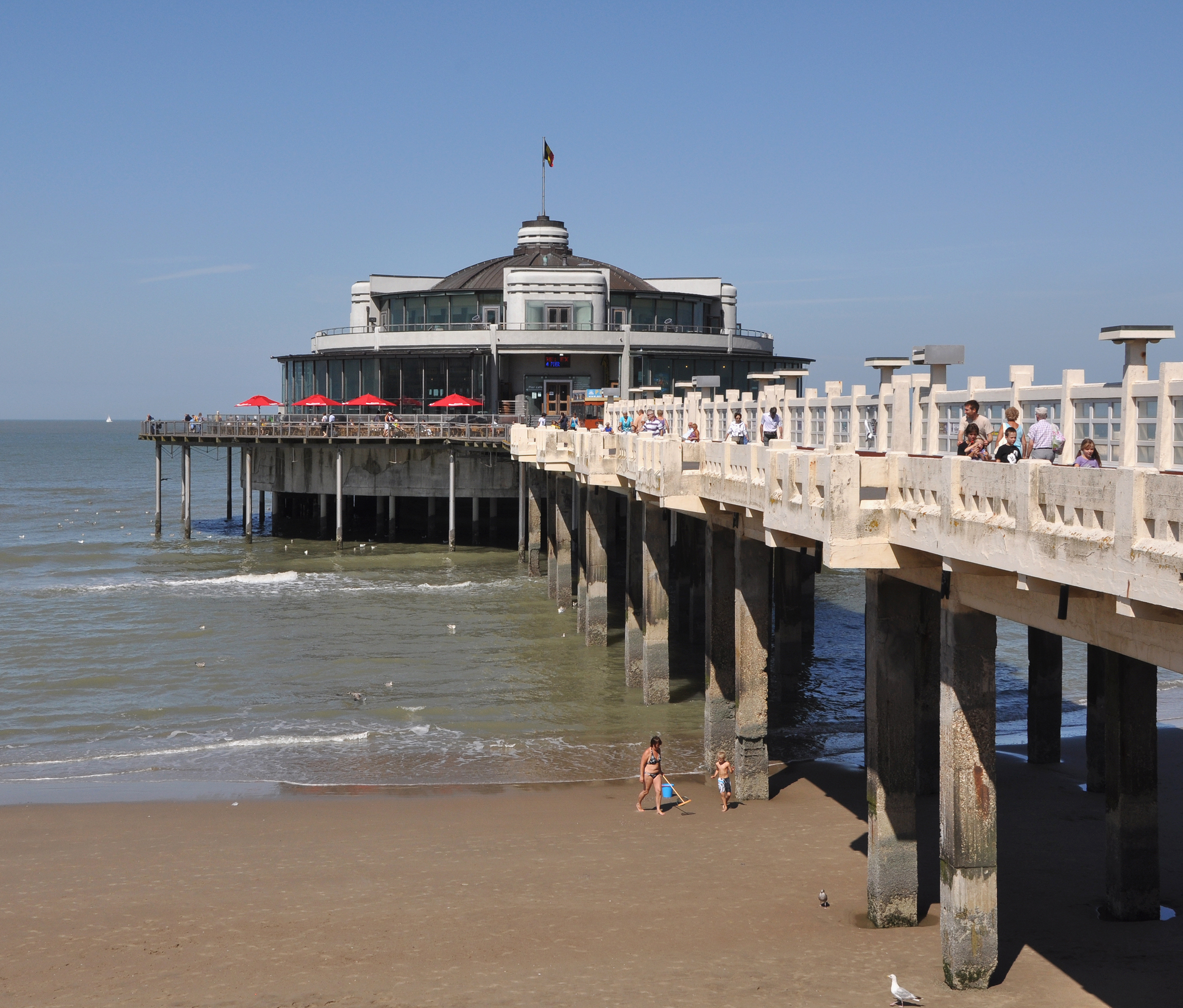
Pier em Blankenberge, Bélgica
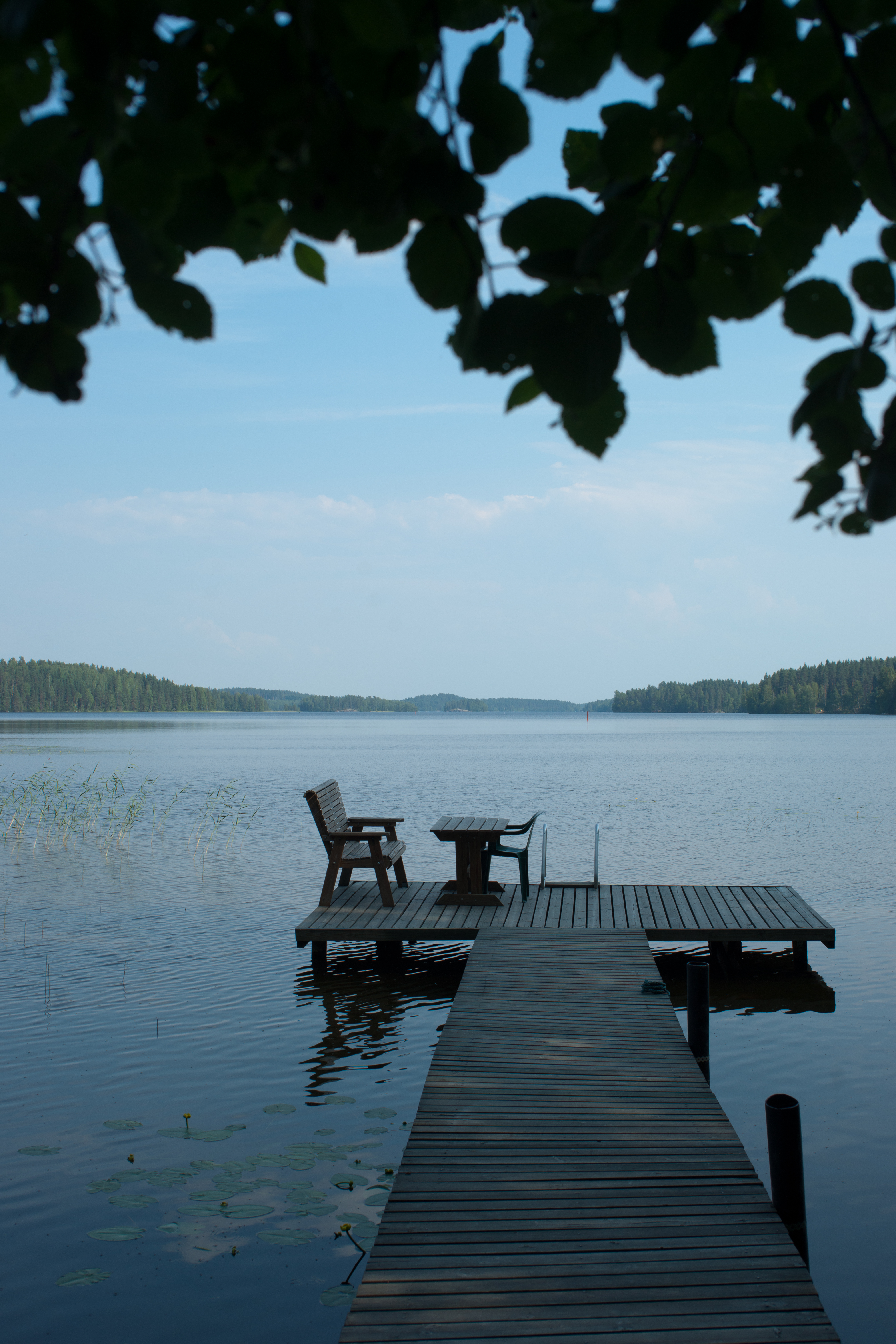
Um típico píer finlandês com mesa, cadeira e escada para banhistas em Joutsa, Finlândia
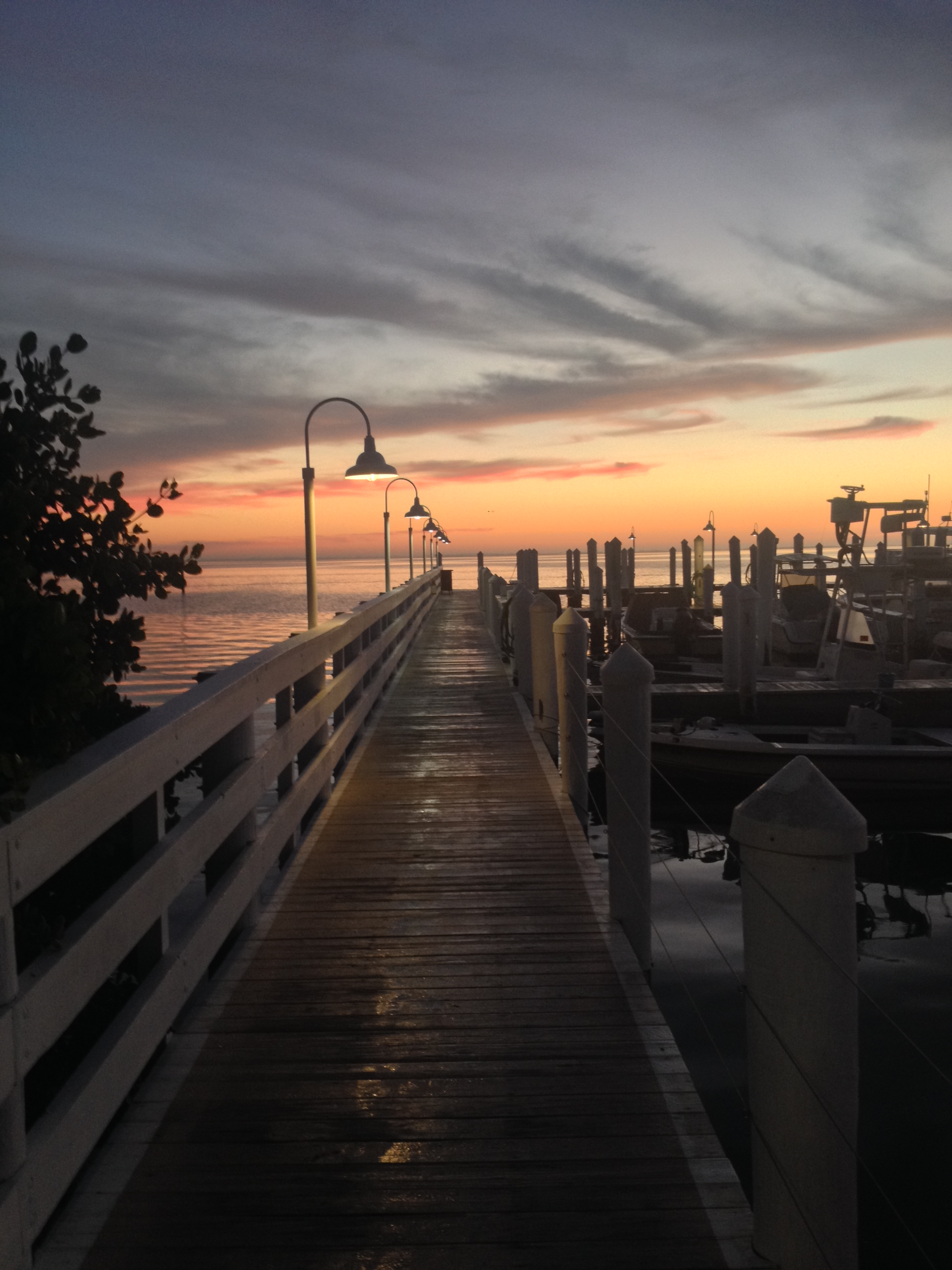
Pier ao nascer do sol em Captiva, Florida